# Линкувское староство
Линкувское староство (лит. Linkuvos seniūnija) — одна из 8 административно-территориальных единиц Пакруойского района, Шяуляйского уезда Литвы. Административный центр — город Линкува.

## География
Расположено в Мушо-Нямунельской низменности на севере Литвы, в центральной части Пакруойского района.
Граничит с Пашвитинским староством на западе, Пакруойским — на юге и юго-западе, Кловайняйским — на юге и юго-востоке, Гуостагальским — на востоке, и Жеймяльским — на севере.

## Население
Линкувское староство включает в себя город Линкува, 41 деревню и 2 хутора.